# Around The World (MONKEY MAJIKの曲)
「Around The World」（アラウンド・ザ・ワールド）は日本のポップ・ロックバンド、MONKEY MAJIKの2枚目のシングル。

## 解説
- 2006年1月から放送されたフジテレビ系ドラマ「西遊記」の主題歌に起用され、オリコンチャート3週連続4位を記録した。シングル、アルバムを通じて初のTOP10入りとなった。
- PVの監督は丹下紘希。
- ドラマに合わせ、イントロや間奏などのインスト部は、チャイニーズ・テイストを取り入れたサウンドになっている。Bメロ部などに、ファルセットを用いたファンク調のコーラスがある。
- 2019年9月23日～9月29日放送のKBS京都「京都・時の証言者」で2006年のBGMとして使用。

## 収録曲
（全作詞・作曲：Maynard、Blaise）
1. Around The World
  - 作詞：tax
2. Falling
3. everyone

## 演奏
- 塚田耕司：Additional Beats, Keyboards, Guitars, Recording, Mixing (#1.2)
- 小出一之：Additional Beats, Keyboards, Guitars, Recording, Mixing (#3)

## タイアップ
Around The World
- フジテレビ系ドラマ「西遊記」主題歌
- フジテレビ系「FNS27時間テレビ みんな“なまか”だっ!ウッキー!ハッピー!西遊記!」テーマソング
- 東日本旅客鉄道（JR東日本）仙台駅 仙台空港アクセス線専用発車メロディ（2018年3月18日より）[1]